# Acanthofrontia frontalis
Acanthofrontia frontalis is een vlinder van de familie van de spinneruilen (Erebidae), van de onderfamilie van de beervlinders (Arctiinae). De wetenschappelijke naam van deze soort is voor het eerst voorgesteld als Oedaleosia frontalis door Embrik Strand in een publicatie uit 1909.
De soort komt voor in Tanzania.